# Stazione di Sarno (Circumvesuviana)
La stazione di Sarno è una stazione della ferrovia Circumvesuviana, sita nell'omonimo comune.
Si trova sulla ferrovia Napoli-Ottaviano-Sarno, di cui è capolinea.

## Strutture ed impianti

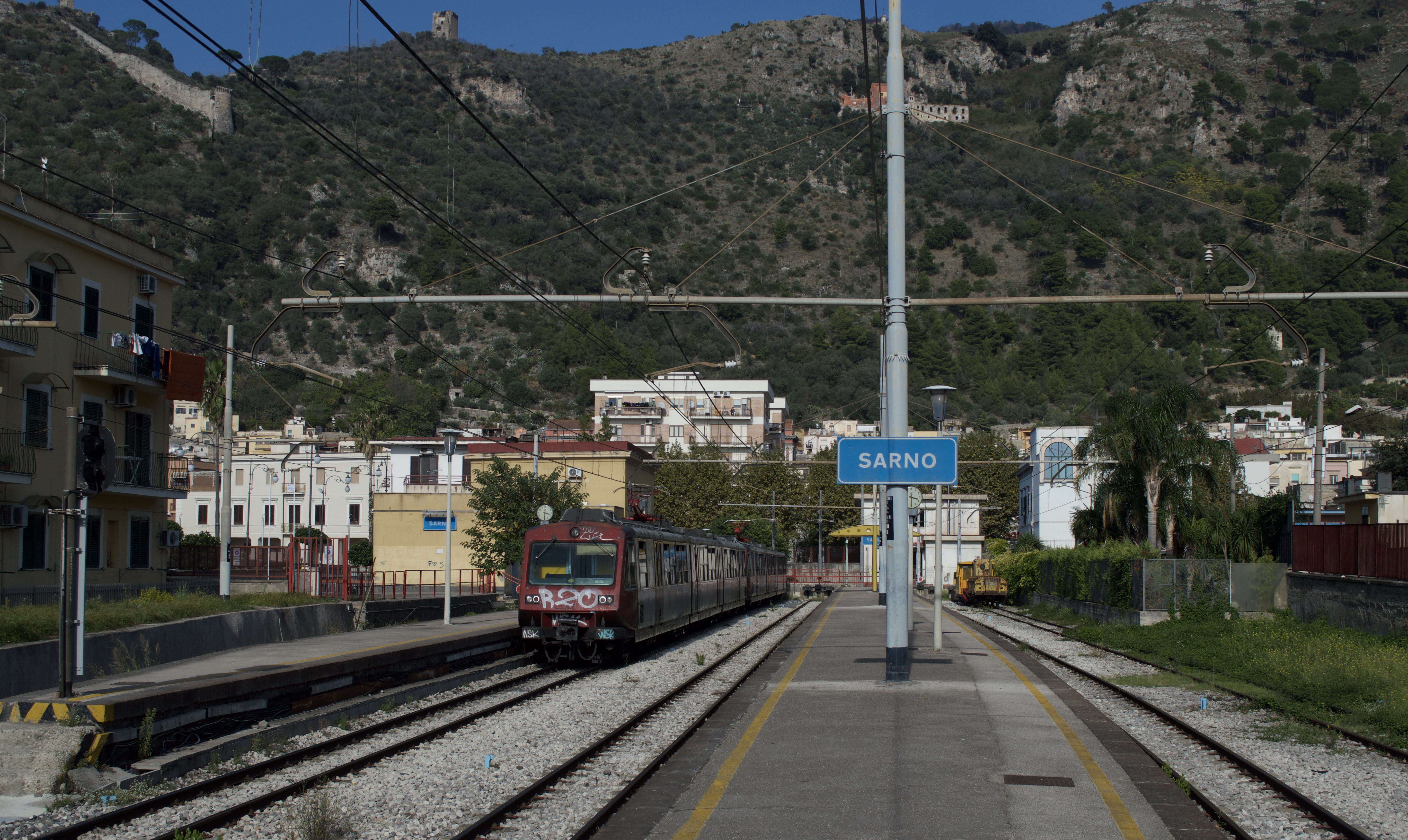
Un treno entra nella stazione di Sarno (ETR027+ETR054)

La stazione è costituita da tre binari tronchi.

## Movimento
La stazione è servita dai treni accelerati dell'EAV, nell'ambito di servizio delle linee vesuviane. Essa risulta di notevole importanza per il territorio sarnese, dal momento che è l'unica che consente di arrivare direttamente nel capoluogo di regione, Napoli, senza usufruire delle coincidenze. La stazione è prevalentemente utilizzata da lavoratori e studenti pendolari.

## Servizi
La stazione dispone di:
- Biglietteria;
- Servizi igienici;
- Accessibilità.